# (575) Рената
(575) Рената (лат. Renate) — астероид главного пояса, который входит в состав семейства Марии. Он был открыт 19 сентября 1905 года немецким астрономом Максом Вольфом в обсерватории Хайдельберг в Германии.
Фотометрические наблюдения, проведённые в 1999 году в обсерватории Колорадо-Спрингс, позволили получить кривые блеска этого тела, из которых следовало, что период вращения астероида вокруг своей оси равняется 3,676 ± 0,002 часам, с изменением блеска по мере вращения 0,15 ± 0,01 m.